# Tefroïta
|  | No s'ha de confondre amb Tefrita. |

La tefroïta és un mineral de la classe dels nesosilicats, i dins d'aquesta pertany a l'anomenat “grup de l'olivina”. Va ser descoberta l'any 1823 en una mina de Franklin, a l'estat de Nova Jersey (EUA), sent nomenada així del grec tephros -cendra-, en al·lusió al seu color.
Un sinònim poc usat és: peridot-mangànic.

## Característiques químiques
És un silicat de manganès. El grup de l'olivina al qual pertany són tots silicats del sistema cristal·lí ortoròmbic, tenint la tefroïta estructura molecular de nesosilicat amb cations en coordinació octaèdrica, sense anions addicionals.
Forma dues sèries de solució sòlida, una d'elles amb la fayalita ((Fe2+)₂SiO₄), en la qual la substitució gradual del manganès per ferro va donant els diferents minerals de la sèrie. Una segona sèrie és la que forma amb la forsterita (Mg₂SiO₄), en la qual es va substituint el manganès per magnesi. També s'han descrit sèries amb l'olivina càlcica.
A més dels elements de la seva fórmula, sol portar com a impureses: ferro, zinc, calci i Magnesi.

## Formació i jaciments
Apareix en jaciments de minerals del ferro i manganès, en roques sedimentaris metamorfitzades i pissarres. També es forma en roques sotmeses a metamorfisme de contacte riques en manganès.
Sol trobar-se associat a altres minerals com: cincita, wil·lemita, franklinita, rodonita, jacobsita, diòpsid, gageita, bustamita, glaucocroita, zincita, banalsita o al·leghanyita. Als territoris de parla catalana ha estat descrita a la mina Serrana (El Molar, Priorat).